# Atolmis
Genre
Atolmis est un genre de lépidoptères (papillons) de la famille des Erebidae et de la sous-famille des Arctiinae.

## Liste des espèces
Selon FUNET Tree of Life (28 octobre 2020) :
- Atolmis rubricollis (Linnaeus, 1758)
- Atolmis unifascia Hampson, 1901